# Jesús María de la Villa García
Jesús María De La Villa García (né le 30 juin 1958 à Palencia) est un joueur d'échecs espagnol. Il est grand maître international depuis 1999.

## Palmarès
Jesus de la Villa remporte le championnat d'Espagne d'échecs à deux reprises, en 1985 et 1988.

## Olympiades d'échecs
Jesus de la Villa participe à 2 Olympiades avec l'équipe espagnole, en 1988 et 1994.